# 710

710(칠백십)은 709보다 크고 711보다 작은 자연수다.

## 수학
- 합성수로, 그 약수는 1, 2, 5, 10, 71, 142, 355, 710이다. 진약수의 합은 586이므로, 710은 부족수다.
- 93번째 쐐기수다. 앞의 쐐기수는 705, 다음 쐐기수는 715다.
- {\displaystyle 91^{7}-1}은 710으로 나누어떨어진다.

## 과학·기술
- NGC 710(영어판): 안드로메다자리 방향에 있는 나선은하.
- 글리제 710: 뱀자리 방향에 있는 주계열성.
- 노키아 루미아 710: 노키아의 스마트폰.

## 교통

### 철도
- 서울 지하철 7호선 도봉산역의 역번호.

### 도로
- 고속도로
  - 오토루트 710호선: 프랑스의 고속도로. 오토루트 71호선(프랑스어판)의 지선도로.
- 기타 도로
  - 710번 지방도: 전북특별자치도 부안군 줄포면에서 정읍시 고부면까지 이어지는 대한민국의 지방도.
  - 현도 제710호선

## 군사
- 710 해군 항공대(영어판): 과거 존재한 영국의 해군 항공대.
- U-710(영어판): 제2차 세계 대전에 사용된 나치 독일의 군용 잠수함.

## 문화유산
- 대한민국의 보물 제710호: 동인지문사육

## 기타
- 날짜: 7월 10일
- 연도: 710년, 기원전 710년
- 710년대
- 한국십진분류법에서 한국어에 관한 책들이 분류되는 번호.